# Campeonato Femenino Sub-15 de la Concacaf de 2018
El Campeonato Femenino Sub-15 de la Concacaf de 2018 (en inglés: 2018 Concacaf Girls' U-15 Championship) fue la III edición del torneo. El campeonato internacional bienal de fútbol juvenil organizado por CONCACAF para los equipos nacionales sub-15 femeninos de la región de Norte, Centroamérica y el Caribe. Se llevó a cabo en agosto del año 2018 en Estados Unidos.

## Formato
El torneo juvenil, que brindará acceso al fútbol internacional a más de 500 niñas de toda la región de Concacaf, se disputará en dos rondas. Para la fase de grupos de la primera ronda, los 28 equipos participantes se dividieron en dos divisiones, lo que garantiza el equilibrio deportivo y mínimo cuatro partidos para cada equipo.
La División 1 estará compuesta por los diez mejores equipos clasificados de Concacaf, además de Irlanda del Norte y Portugal (invitados). Esta división estará compuesta por tres grupos de cuatro equipos. Después de la fase de grupos, los primeros clasificados de cada grupo, así como el mejor segundo lugar avanzarán a las semifinales. Los ganadores de las semifinales clasificarán a la final.
La División 2 estará compuesta por los 16 equipos restantes, divididos en cuatro grupos de cuatro. Después de la fase de grupos, los equipos jugarán un partido para determinar su posición final en la competencia. Los ganadores de cada grupo avanzarán a semifinales.

## Equipos participantes
Participaron 26 equipos de Concacaf y 2 equipos invitados de la UEFA.

En cursiva los equipos debutantes.
| Equipos participantes | Equipos participantes | Equipos participantes          | Equipos participantes        | Equipos participantes |
| --------------------- | --------------------- | ------------------------------ | ---------------------------- | --------------------- |
| Anguila               | Costa Rica            | Haití                          | Panamá                       |                       |
| Antigua y Barbuda     | Curazao               | Irlanda del Norte              | Portugal                     |                       |
| Bahamas               | Dominica              | Islas Caimán                   | Puerto Rico                  |                       |
| Barbados              | El Salvador           | Islas Vírgenes Estadounidenses | República Dominicana         |                       |
| Belice                | Estados Unidos        | Jamaica                        | Santa Lucía                  |                       |
| Bermudas              | Granada               | Martinica                      | San Cristóbal y Nieves       |                       |
| Canadá                | Guyana                | México                         | San Vicente y las Granadinas |                       |

## Sede
Todos los partidos se llevaron a cabo en las instalaciones de la Academia de Fútbol IMG en Bradenton, Florida.
| Bradenton   | Bradenton |
| ----------- | --------- |
| IMG Academy | Bradenton |

## División 1
– Clasificadas a Semifinales.

     – Clasificada a Semifinales como mejor segundo.

### Grupo A
| Equipo         | Pts. | PJ | PG | PE | PP | GF | GC | Dif. |
| -------------- | ---- | -- | -- | -- | -- | -- | -- | ---- |
| Portugal       | 9    | 3  | 3  | 0  | 0  | 11 | 1  | +10  |
| Estados Unidos | 6    | 3  | 2  | 0  | 1  | 16 | 2  | +14  |
| El Salvador    | 3    | 3  | 1  | 0  | 2  | 3  | 15 | -12  |
| Jamaica        | 0    | 3  | 0  | 0  | 3  | 3  | 15 | -12  |

| 7 de agosto de 2018 | Estados Unidos | 8:0 | Jamaica | IMG Academy, Bradenton |  |

| 7 de agosto de 2018 | El Salvador | 0:5 | Portugal | IMG Academy, Bradenton |  |

| 8 de agosto de 2018 | Jamaica | 2:3 | El Salvador | IMG Academy, Bradenton |  |

| 8 de agosto de 2018 | Portugal | 2:0 | Estados Unidos | IMG Academy, Bradenton |  |

| 10 de agosto de 2018 | El Salvador | 0:8 | Estados Unidos | IMG Academy, Bradenton |  |

| 10 de agosto de 2018 | Portugal | 4:1 | Jamaica | IMG Academy, Bradenton |  |

### Grupo B
| Equipo               | Pts. | PJ | PG | PE | PP | GF | GC | Dif. |
| -------------------- | ---- | -- | -- | -- | -- | -- | -- | ---- |
| Costa Rica           | 7    | 3  | 2  | 1  | 0  | 5  | 3  | +2   |
| Canadá               | 6    | 3  | 2  | 0  | 1  | 9  | 2  | +7   |
| Panamá               | 4    | 3  | 1  | 1  | 1  | 5  | 1  | -6   |
| República Dominicana | 0    | 3  | 0  | 0  | 3  | 2  | 5  | -3   |

| 7 de agosto de 2018 | Canadá | 1:2 | Costa Rica | IMG Academy, Bradenton |  |

| 7 de agosto de 2018 | Panamá | 3:2 | República Dominicana | IMG Academy, Bradenton |  |

| 8 de agosto de 2018 | Costa Rica | 2:2 | Panamá | IMG Academy, Bradenton |  |

| 8 de agosto de 2018 | República Dominicana | 0:1 | Canadá | IMG Academy, Bradenton |  |

| 10 de agosto de 2018 | Panamá | 0:7 | Canadá | IMG Academy, Bradenton |  |

| 10 de agosto de 2018 | República Dominicana | 0:1 | Costa Rica | IMG Academy, Bradenton |  |

### Grupo C
| Equipo            | Pts. | PJ | PG | PE | PP | GF | GC | Dif. |
| ----------------- | ---- | -- | -- | -- | -- | -- | -- | ---- |
| México            | 9    | 3  | 3  | 0  | 0  | 7  | 0  | +7   |
| Haití             | 6    | 3  | 2  | 0  | 1  | 10 | 3  | +7   |
| Irlanda del Norte | 3    | 3  | 1  | 0  | 2  | 2  | 9  | -7   |
| Puerto Rico       | 0    | 3  | 0  | 0  | 3  | 3  | 10 | -7   |

| 7 de agosto de 2018 | México | 1:0 | Haití | IMG Academy, Bradenton |  |

| 7 de agosto de 2018 | Puerto Rico | 1:2 | Irlanda del Norte | IMG Academy, Bradenton |  |

| 8 de agosto de 2018 | Haití | 5:2 | Puerto Rico | IMG Academy, Bradenton |  |

| 8 de agosto de 2018 | Irlanda del Norte | 0:3 | México | IMG Academy, Bradenton |  |

| 10 de agosto de 2018 | Puerto Rico | 0:3 | México | IMG Academy, Bradenton |  |

| 10 de agosto de 2018 | Irlanda del Norte | 0:5 | Haití | IMG Academy, Bradenton |  |

### Mejor segundo
El mejor segundo lugar de grupo clasificará a semifinales.
| Equipo         | Gr. | Pts. | PJ | PG | PE | PP | GF | GC | Dif. |
| -------------- | --- | ---- | -- | -- | -- | -- | -- | -- | ---- |
| Estados Unidos | A   | 6    | 3  | 2  | 0  | 1  | 16 | 2  | +14  |
| Haití          | C   | 6    | 3  | 2  | 0  | 1  | 10 | 3  | +7   |
| Canadá         | B   | 6    | 3  | 2  | 0  | 1  | 9  | 2  | +7   |

### Posiciones
|  | Quinto puesto |        |   |  |
|  |               |        |   |  |
|  | 2C            | Haití  | 0 |  |
|  | 2C            | Haití  | 0 |  |
|  | 2B            | Canadá | 2 |  |
|  | 2B            | Canadá | 2 |  |

|  | Séptimo puesto |                   |   |  |
|  |                |                   |   |  |
|  | 3B             | Panamá            | 0 |  |
|  | 3B             | Panamá            | 0 |  |
|  | 3C             | Irlanda del Norte | 1 |  |
|  | 3C             | Irlanda del Norte | 1 |  |

|  | Noveno puesto |                      |   |  |
|  |               |                      |   |  |
|  | 3A            | El Salvador          | 1 |  |
|  | 3A            | El Salvador          | 1 |  |
|  | 4B            | República Dominicana | 2 |  |
|  | 4B            | República Dominicana | 2 |  |

|  | Undécimo puesto |             |   |  |
|  |                 |             |   |  |
|  | 4C              | Puerto Rico | 1 |  |
|  | 4C              | Puerto Rico | 1 |  |
|  | 4A              | Jamaica     | 0 |  |
|  | 4A              | Jamaica     | 0 |  |

#### Undécimo puesto
| 11 de agosto de 2018 | Puerto Rico | 1:0 | Jamaica | IMG Academy, Bradenton |  |

#### Noveno puesto
| 11 de agosto de 2018 | El Salvador | 1:2 | República Dominicana | IMG Academy, Bradenton |  |

#### Séptimo puesto
| 11 de agosto de 2018 | Panamá | 0:1 | Irlanda del Norte | IMG Academy, Bradenton |  |

#### Quinto puesto
| 11 de agosto de 2018 | Haití | 0:2 | Canadá | IMG Academy, Bradenton |  |

## Fase final
|  | Semifinales    | Semifinales |                       |   | Final | Final |
|  |                |             |                       |   |       |       |
|  |                |             |                       |   |       |       |
|  |                |             |                       |   |       |       |
|  | Portugal       | 0           |                       |   |       |       |
|  | Portugal       | 0           |                       |   |       |       |
|  | Estados Unidos | 3           |                       |   |       |       |
|  | Estados Unidos | 3           | Estados Unidos (t.s.) | 3 |       |       |
|  |                |             | Estados Unidos (t.s.) | 3 |       |       |
|  |                | México      | 0                     |   |       |       |
|  | México         | México      | 0                     | 2 |       |       |
|  | México         |             |                       | 2 |       |       |
|  | Costa Rica     | 0           |                       |   |       |       |
|  | Costa Rica     | 0           |                       |   |       |       |

### Semifinales
| 11 de agosto de 2018 | Portugal | 0:3 | Estados Unidos | IMG Academy, Bradenton |  |
| El partido fue suspendido al minuto 28' por condiciones meteorológicas adversas. El partido fue reanudado 6 horas después. |          |     |                |                        |  |

| 11 de agosto de 2018 | México | 2:0 | Costa Rica | IMG Academy, Bradenton |  |

### Final
| 13 de agosto de 2018 | Estados Unidos | 3:0 (t. s.) | México | IMG Academy, Bradenton |  |

|                                   |
| Bandera de Estados Unidos         |
| Campeón Estados Unidos 2.º título |

## División 2

### Grupo D
| Equipo            | Pts. | PJ | PG | PE | PP | GF | GC | Dif. |
| ----------------- | ---- | -- | -- | -- | -- | -- | -- | ---- |
| Bermudas          | 9    | 3  | 3  | 0  | 0  | 6  | 2  | +4   |
| Barbados          | 4    | 3  | 1  | 1  | 1  | 3  | 1  | +2   |
| Curazao           | 4    | 3  | 1  | 1  | 1  | 4  | 4  | 0    |
| Antigua y Barbuda | 0    | 3  | 0  | 0  | 3  | 3  | 9  | -6   |

| 6 de agosto de 2018 | Antigua y Barbuda | 1:3 | Bermudas | IMG Academy, Bradenton |  |

| 6 de agosto de 2018 | Barbados | 0:0 | Curazao | IMG Academy, Bradenton |  |

| 7 de agosto de 2018 | Bermudas | 1:0 | Barbados | IMG Academy, Bradenton |  |

| 7 de agosto de 2018 | Curazao | 3:2 | Antigua y Barbuda | IMG Academy, Bradenton |  |

| 9 de agosto de 2018 | Barbados | 3:0 | Antigua y Barbuda | IMG Academy, Bradenton |  |

| 9 de agosto de 2018 | Curazao | 1:2 | Bermudas | IMG Academy, Bradenton |  |

### Grupo E
| Equipo       | Pts. | PJ | PG | PE | PP | GF | GC | Dif. |
| ------------ | ---- | -- | -- | -- | -- | -- | -- | ---- |
| Santa Lucía  | 9    | 3  | 3  | 0  | 0  | 9  | 1  | +8   |
| Islas Caimán | 6    | 3  | 2  | 0  | 1  | 6  | 6  | +1   |
| Guyana       | 3    | 3  | 1  | 0  | 2  | 4  | 7  | -3   |
| Bahamas      | 0    | 3  | 0  | 0  | 3  | 3  | 9  | -6   |

| 6 de agosto de 2018 | Bahamas | 1:4 | Islas Caimán | IMG Academy, Bradenton |  |

| 6 de agosto de 2018 | Guyana | 1:3 | Santa Lucía | IMG Academy, Bradenton |  |

| 7 de agosto de 2018 | Islas Caimán | 2:0 | Guyana | IMG Academy, Bradenton |  |

| 7 de agosto de 2018 | Santa Lucía | 2:0 | Bahamas | IMG Academy, Bradenton |  |

| 9 de agosto de 2018 | Guyana | 3:2 | Bahamas | IMG Academy, Bradenton |  |

| 9 de agosto de 2018 | Santa Lucía | 4:0 | Islas Caimán | IMG Academy, Bradenton |  |

### Grupo F
| Equipo                         | Pts. | PJ | PG | PE | PP | GF | GC | Dif. |
| ------------------------------ | ---- | -- | -- | -- | -- | -- | -- | ---- |
| Martinica                      | 9    | 3  | 3  | 0  | 0  | 8  | 1  | +7   |
| San Cristóbal y Nieves         | 6    | 3  | 2  | 0  | 1  | 10 | 5  | ´5   |
| Belice                         | 3    | 3  | 1  | 0  | 2  | 7  | 7  | 0    |
| Islas Vírgenes Estadounidenses | 0    | 3  | 0  | 0  | 3  | 0  | 12 | -12  |

| 6 de agosto de 2018 | Belice | 3:4 | San Cristóbal y Nieves | IMG Academy, Bradenton |  |

| 6 de agosto de 2018 | Islas Vírgenes Estadounidenses | 0:3 | Martinica | IMG Academy, Bradenton |  |

| 7 de agosto de 2018 | San Cristóbal y Nieves | 5:0 | Islas Vírgenes Estadounidenses | IMG Academy, Bradenton |  |

| 7 de agosto de 2018 | Martinica | 3:0 | Belice | IMG Academy, Bradenton |  |

| 9 de agosto de 2018 | Islas Vírgenes Estadounidenses | 0:4 | Belice | IMG Academy, Bradenton |  |

| 9 de agosto de 2018 | Martinica | 2:1 | San Cristóbal y Nieves | IMG Academy, Bradenton |  |

### Grupo G
| Equipo                       | Pts. | PJ | PG | PE | PP | GF | GC | Dif. |
| ---------------------------- | ---- | -- | -- | -- | -- | -- | -- | ---- |
| Granada                      | 9    | 3  | 3  | 0  | 0  | 10 | 2  | +8   |
| Anguila                      | 6    | 3  | 2  | 0  | 1  | 8  | 4  | +4   |
| Dominica                     | 3    | 3  | 1  | 0  | 2  | 5  | 7  | -2   |
| San Vicente y las Granadinas | 0    | 3  | 0  | 0  | 3  | 2  | 12 | -10  |

| 6 de agosto de 2018 | Granada | 2:1 | Dominica | IMG Academy, Bradenton |  |

| 6 de agosto de 2018 | Anguila | 3:1 | San Vicente y las Granadinas | IMG Academy, Bradenton |  |

| 7 de agosto de 2018 | Dominica | 0:4 | Anguila | IMG Academy, Bradenton |  |

| 7 de agosto de 2018 | San Vicente y las Granadinas | 0:5 | Granada | IMG Academy, Bradenton |  |

| 9 de agosto de 2018 | Anguila | 1:3 | Granada | IMG Academy, Bradenton |  |

| 9 de agosto de 2018 | Dominica | 4:1 | San Vicente y las Granadinas | IMG Academy, Bradenton |  |

### Posiciones
|  | Segundos de grupo |              |   |  |
|  |                   |              |   |  |
|  | 2D                | Barbados     | 1 |  |
|  | 2D                | Barbados     | 1 |  |
|  | 2E                | Islas Caimán | 0 |  |
|  | 2E                | Islas Caimán | 0 |  |

|  | Terceros de grupo |         |   |  |
|  |                   |         |   |  |
|  | 3D                | Curazao | 0 |  |
|  | 3D                | Curazao | 0 |  |
|  | 3E                | Guyana  | 6 |  |
|  | 3E                | Guyana  | 6 |  |

|  | Cuartos de grupo |                   |   |  |
|  |                  |                   |   |  |
|  | 4D               | Antigua y Barbuda | 1 |  |
|  | 4D               | Antigua y Barbuda | 1 |  |
|  | 4E               | Bahamas           | 4 |  |
|  | 4E               | Bahamas           | 4 |  |

|  | Segundos de grupo |                        |   |  |
|  |                   |                        |   |  |
|  | 2F                | San Cristóbal y Nieves | 3 |  |
|  | 2F                | San Cristóbal y Nieves | 3 |  |
|  | 2G                | Anguila                | 1 |  |
|  | 2G                | Anguila                | 1 |  |

|  | Terceros de grupo |          |   |  |
|  |                   |          |   |  |
|  | 3F                | Belice   | 2 |  |
|  | 3F                | Belice   | 2 |  |
|  | 3G                | Dominica | 1 |  |
|  | 3G                | Dominica | 1 |  |

|  | Cuartos de grupo |                                |   |  |
|  |                  |                                |   |  |
|  | 4F               | Islas Vírgenes Estadounidenses | 0 |  |
|  | 4F               | Islas Vírgenes Estadounidenses | 0 |  |
|  | 4G               | San Vicente y las Granadinas   | 2 |  |
|  | 4G               | San Vicente y las Granadinas   | 2 |  |

#### Cuartos lugares de grupo
| 10 de agosto de 2018 | Antigua y Barbuda | 1:4 | Bahamas | IMG Academy, Bradenton |  |

| 10 de agosto de 2018 | Islas Vírgenes Estadounidenses | 0:2 | San Vicente y las Granadinas | IMG Academy, Bradenton |  |

#### Terceros lugares de grupo
| 10 de agosto de 2018 | Curazao | 0:6 | Guyana | IMG Academy, Bradenton |  |

| 10 de agosto de 2018 | Belice | 2:1 | Dominica | IMG Academy, Bradenton |  |

#### Segundos lugares de grupo
| 10 de agosto de 2018 | Barbados | 1:0 | Islas Caimán | IMG Academy, Bradenton |  |

| 10 de agosto de 2018 | San Cristóbal y Nieves | 3:1 | Anguila | IMG Academy, Bradenton |  |

### Semifinales
|  | Semifinales  | Semifinales |          |       | Final | Final |
|  |              |             |          |       |       |       |
|  |              |             |          |       |       |       |
|  |              |             |          |       |       |       |
|  | Bermudas     | 1           |          |       |       |       |
|  | Bermudas     | 1           |          |       |       |       |
|  | Santa Lucía  | 0           |          |       |       |       |
|  | Santa Lucía  | 0           | Bermudas | 2     |       |       |
|  |              |             | Bermudas | 2     |       |       |
|  |              | Granada     | 1        |       |       |       |
|  | Martinica    | Granada     | 1        | 1 (6) |       |       |
|  | Martinica    |             |          | 1 (6) |       |       |
|  | Granada (p.) | 1 (7)       |          |       |       |       |
|  | Granada (p.) | 1 (7)       |          |       |       |       |

Semifinales
| 10 de agosto de 2018 | Bermudas | 1:0 | Santa Lucía | IMG Academy, Bradenton |  |

| 10 de agosto de 2018 | Martinica | 1:1 (t.s.) (6:7 p.) | Granada | IMG Academy, Bradenton |  |

### Final
| 12 de agosto de 2018 | Bermudas                     | 2:1     | Granada    | IMG Academy, Bradenton |  |
|                      | - Gibbons 35+4' - Cabral 57' | Reporte | - 48' Hood |                        |  |

|                    |
| Ganador División 2 |
| Bermudas           |

## Premios y reconocimientos
| Premio        |  | Jugadora     | Selección              |
| ------------- |  | ------------ | ---------------------- |
| Balón de Oro  |  | Jaedyn Shaw  | Estados Unidos         |
| Bota de Oro   |  | Ellie Stokes | San Cristóbal y Nieves |
| Guante de Oro |  | Azul Álvarez | México                 |

| Premio                                |  | Selección |
| ------------------------------------- |  | --------- |
| Premio al Juego Limpio de la CONCACAF |  | Portugal  |

|                    |
| Campeón División 1 |
| Estados Unidos     |

|                    |
| Campeón División 2 |
| Bermudas           |